# むらさめ型護衛艦 (初代)
むらさめ型護衛艦（むらさめがたごえいかん、英語: Murasame-class destroyer）は、海上自衛隊の護衛艦の艦級。
前年度のあやなみ型（30DDK）と同様の「オランダ坂」型設計を踏襲しつつ、対潜兵器を若干減じて艦砲を強化した対空護衛艦（DDA）として、昭和31・32年度計画で3隻が計画・建造された。建造単価は28.1億円であった。

## 来歴
警備隊では、昭和28年度計画ではるかぜ型を建造し、DDの国内建造を再開した。当時極端に不足していた正面兵力の数的増強を優先するため、昭和29年度計画では駆潜艇などの小型船艇の建造に注力し、大型警備船は建造されなかったが、海上自衛隊発足後の昭和30年度より、再び大型警備艦の建造が再開されることになった。
まず、昭和30年度計画より1,700トン型警備艦（あやなみ型）の建造が開始された。これははるかぜ型（28DD）の計画・設計・建造を通じて得られた知見を反映し、船型を拡大するとともに設計を大きく刷新したが、対潜戦能力を拡充するのと引き換えに砲熕兵器は妥協を余儀なくされ、予算要求・対外説明等では非公式に対潜護衛艦（DDE/DDK）と称された。
これと並行して、翌31年度計画から建造が開始されたのが本型である。船型をわずかに拡大した1,800トン型とするとともに、30DDKの弱点であった対空・対水上火力の強化を図り、非公式に対空護衛艦（DDA）と称された。

## 設計
先行する艦と同様、基本設計は財団法人船舶設計協会に委託して行われた。計画番号はF-103。

### 船体
基本設計はあやなみ型（30DDK）とおおむね同様で、船型も、「オランダ坂」を特徴とする長船首楼型が踏襲された。ただし同型と比して、船体水線長を1メートル短縮する一方で幅を0.3メートル広げ、旋回性・操縦性・復原性を確保した。また上記の通り、基準排水量にして100トン拡大されているが、これでは砲熕兵器の強化に伴う関連スペース増加を吸収しきれず、対潜兵器は若干削減された。しかしそれでも、常備排水量に占める兵装重量の割合は18パーセントに達し、極めて重兵装の艦となった。
特に砲熕兵器の強化に伴って乗員は約30名増加したが、乗員スペースはほぼ同一とされることになったため、倉庫床面積を356平方メートルから303平方メートルへと大きく削減して、居住区を確保した。この倉庫容積削減を補うため、洋上受給能力が強化された。
また昭和32年度計画の3番艦「はるさめ」では、31年度艦と比して、乗員の疲労を軽減し作業能率を高めるため、人間工学に基づいた艤装がなされた。艦の美観と威容を考慮し、工学デザインの観点から前檣、後檣、煙突の形状を設計し直した。また建造法も改良され、緊急時の護衛艦大量建造を目的としたブロック工法が導入され、先行艤装した27個の大型ブロックを船台上で結合する工法が採用された。

### 機関
30DDKでは、対潜戦上の作戦要求を踏まえて最大速力を32ノットに引き上げていたのに対し、本型では28DDと同等の30ノットに差し戻した。これは、上記の兵装重量増加を吸収するため、機関部重量の軽減が求められたためであった。しかし出力には余裕がなく、就役後20年余りが過ぎた時点では、3隻いずれも、高力運転（10分の10出力）で29ノット前後が精一杯で、計画全力30ノットには届かなくなっていた。
ボイラーの蒸気性状は28DD・30DDKと同一で、圧力30 kgf/cm2 (430 lbf/in2)、温度400 °C (752 °F)、蒸気発生量は28DD「ゆきかぜ」と同じ62トン/時とされている。ただし将来艦で、欧米の一線艦並みの圧力40 kgf/cm2 (570 lbf/in2)、温度450 °C (842 °F)を採用するための前準備として、脱気器を使用した圧力密閉給水方式を採用した。
蒸気タービンは30DDK「あやなみ」と同形式で、3胴衝動型、巡航タービンも自動嵌脱式が踏襲された。機関配置は28DD以来の方式が踏襲され、前側の機関が左軸、後側の機関が右軸を駆動するというシフト配置とされている。
なお電源としては、出力450 kVA（360 kW）の蒸気タービン主発電機2基と出力125 kVA（100 kW）のディーゼル主発電機2基を搭載した。

## 装備

### センサー
本型のレーダーはいずれも国産化されており、対空捜索用としては、28DD用に入手したAN/SPS-6を国産化したOPS-1を初めて搭載している。対水上用としては「あけぼの」およびいかづち型護衛艦（28DE）と同じく、AN/SPS-5を元に国産化したOPS-3が搭載された。
ソナーとしては、当初はあやなみ前期型（30DDK）と同様に、捜索用のAN/SQS-11、深度測定用のAN/SQR-4、距離深度計測用としてAN/SQA-4を搭載していた。その後、SQS-29J（AN/SQS-4 mod.1）によって更新された。
電波探知装置（ESM）としては、アメリカ製のAN/BLR-1の装備を計画したものの、貸与が遅れたことから、前期建造艦はESM装置を搭載せずに就役し、あやなみ型と同様、昭和32年度計画艦である「はるさめ」のみがこれを搭載した。「むらさめ」「ゆうだち」については、これを元にした国産機であるNOLR-1が後日搭載されている。

### 武器システム
上記の経緯より、艦砲は強化が図られており、主砲としては新型の54口径12.7cm単装砲（Mk.39 5インチ砲）を3基搭載した。これはもともと、アメリカ海軍のミッドウェイ級航空母艦が搭載していたものを、1955年ごろの近代化改装に際して一部が撤去され、海上自衛隊に供与されたものであり、供与にあたって砲盾を肉薄の高張力鋼製のものに変更して重量軽減を図っている。本級では、これを艦首甲板に1基、また後部傾斜甲板と後甲板に各1基搭載した。またこれに加えて、50口径7.6cm連装速射砲（Mk.33 3インチ砲）を前後に1基ずつ搭載した。重心上昇抑制のため、3インチ砲は砲盾を省き、また前後方向への水平射界が制限されるのを忍んで装備位置を低くしている。その後、1・2番艦では、前部の31番砲には砲盾を設置した。
これらを管制する砲射撃指揮装置（GFCS）としては、主GFCSにはMk.57、副GFCSにはMk.63を搭載した。当初、アメリカ側（MAAG-J）は、主GFCSとしてMk.37を推薦していたが、重量過大であったことと全機械的計算方式であったことから敬遠され、結局、やや旧式だが、直視式で二元弾道計算が可能なMk.57とされたものである。また「はるさめ」のMk.57は、昭和40年度に、国内開発の新型GFCSのプロトタイプである68式射撃指揮装置（FCS-0）に換装され、試験に供された。
対潜兵器は30DDKの装備を基本として、一部削減した構成となった。対潜迫撃砲としては、あやなみ型の計画時に検討されていた新世代のロケット砲であるアメリカ製のウェポン・アルファやイギリス製のスキッドの装備を計画したものの、やはりこれは実現せず、あやなみ型と同様、従来どおりのヘッジホッグを旋回式に改良したMk.15を踏襲することとなった。また同様にMk.32短魚雷およびMk.2落射機、爆雷投射機（Y砲）、爆雷投下軌条を備えるが、大重量で嵩張る長魚雷発射管は省かれたほか、爆雷の装備も半減した。爆雷搭載数は、あやなみ型の56個から18個まで減少している。

## 同型艦

### 一覧表
| 艦番号 | 艦名     | 建造                  | 起工                         | 進水                        | 竣工                         | 特務艦への 艦種変更         | 除籍                        |
| ------ | -------- | --------------------- | ---------------------------- | --------------------------- | ---------------------------- | --------------------------- | --------------------------- |
| DD-107 | むらさめ | 三菱重工業 長崎造船所 | 1957年 （昭和32年） 12月17日 | 1958年 （昭和33年） 7月31日 | 1959年 （昭和34年） 2月28日  | 1984年 （昭和59年） 3月30日 | 1988年 （昭和63年） 3月23日 |
| DD-108 | ゆうだち | 石川島重工業 東京工場 | 1957年 （昭和32年） 12月16日 | 1958年 （昭和33年） 7月29日 | 1959年 （昭和34年） 3月25日  | 1984年 （昭和59年） 3月30日 | 1987年 （昭和62年） 3月24日 |
| DD-109 | はるさめ | 浦賀船渠              | 1958年 （昭和33年） 6月17日  | 1959年 （昭和34年） 6月18日 | 1959年 （昭和34年） 12月15日 | 1985年 （昭和60年） 3月5日  | 1989年 （平成元年） 5月31日 |

### 運用史
第1次防衛力整備計画では本型を8隻追加建造する計画もあったが、DEの整備に予算をとられたためこれは実現せず、建造数は1次防前に建造されていた3隻に留まった。就役後、全艦が舞鶴に配備され、姉妹艦3隻で第10護衛隊を組織した。
その後、老朽化に伴って1984年から1985年にかけて順次に特務艦に種別変更された。「むらさめ」・「ゆうだち」が特務艦になり、第10護衛隊解隊後には、「はるさめ」が特務艦変更までの1年間、第3護衛隊群直轄艦になっていた。

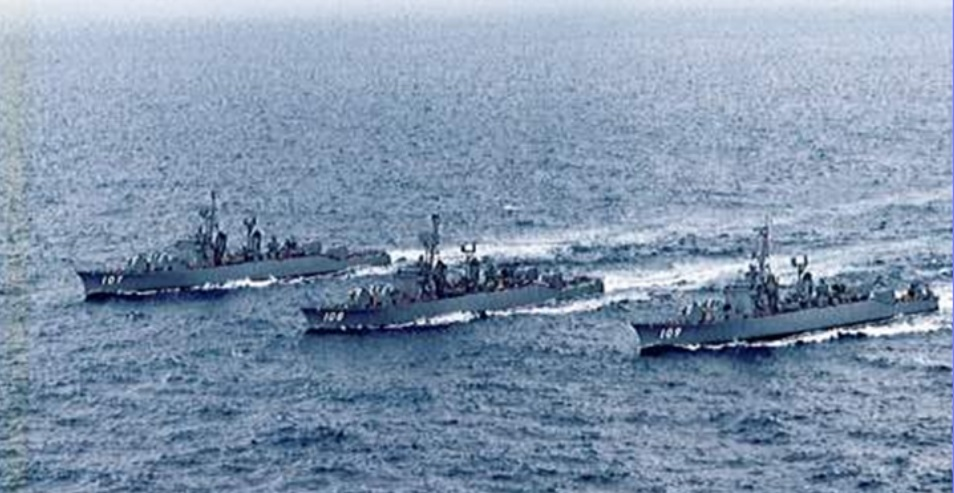
「日本海の虎」と呼ばれた第10護衛隊の雄姿
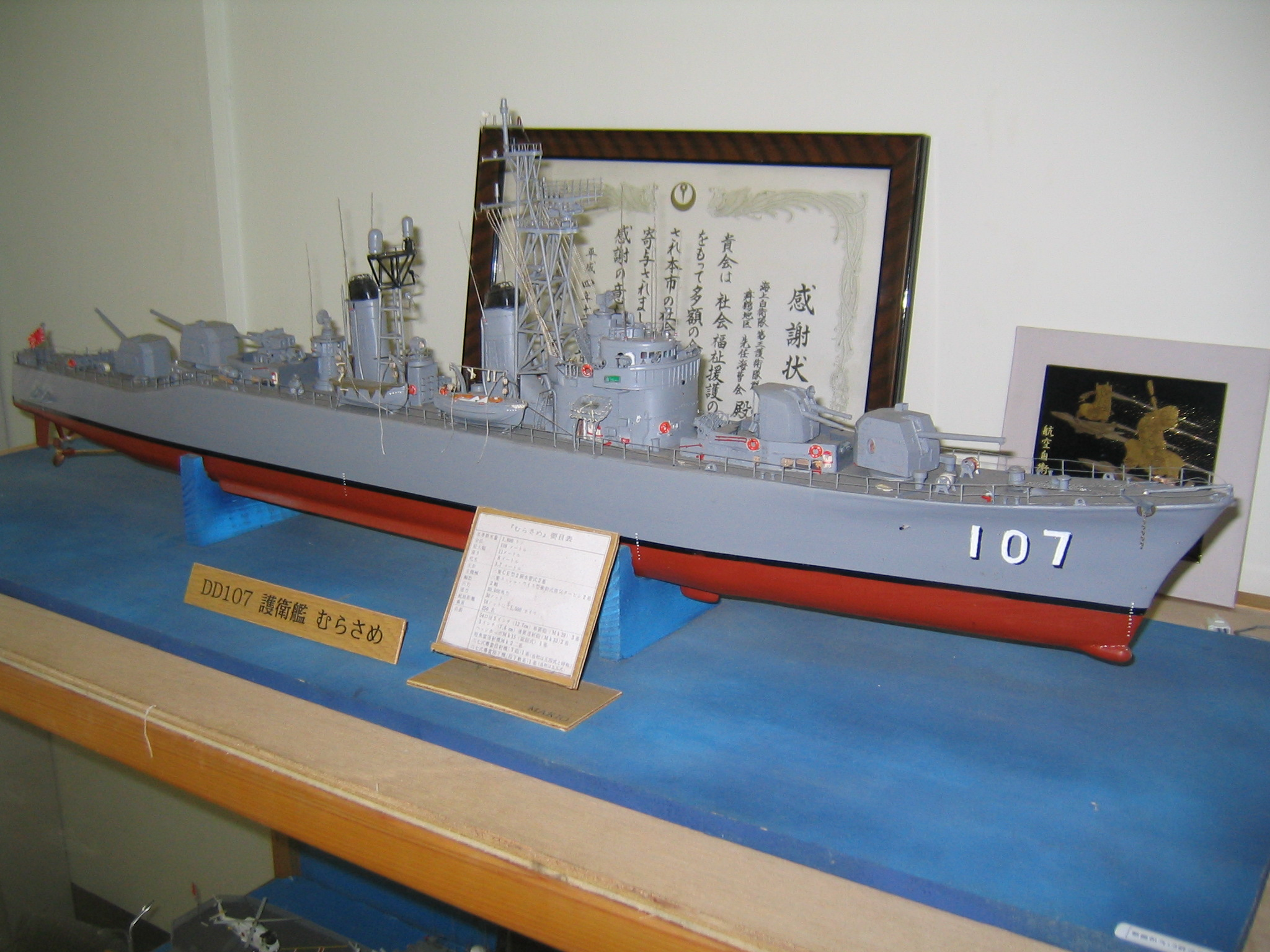
「むらさめ」の船舶模型

## 登場作品
『大鉄人17』
第1話と第12話にレッドマフラー隊所属艦として、「むらさめ」と「はるさめ」が登場。
第1話では、行方不明となった超高性能コンピューター「ブレイン」の捜索を、第12話では、大爪ロボットとの戦闘で負った傷を癒すために行方をくらましたワンセブンの捜索を行う。